# ペンローズのグラフ記法
数学や物理学において、ペンローズのグラフ記法（ペンローズのグラフきほう、Penrose graphical notation もしくは tensor diagram notation）は1971年にロジャー・ペンローズにより提案された多重線形関数やテンソルの（通常は手書きの）視覚的描写。この記法の図は線でつながれたいくつかの図形から構成されている。この記法はPredrag Cvitanovićにより広く研究され、これを古典リー群の分類に用いた。物理学におけるスピンネットワークに対する表現論を用いて、そして線形代数におけるトレースダイアグラムに対する行列群の存在とともに一般化されてきた。

## 解釈

### 多重線型代数
多重線型代数の言葉においては、それぞれの図形が多重線型関数を表す。図形に付けられた線は関数の入力や出力を表し、図形の結合は本質上の関数の合成である。

### テンソル
テンソル代数の言葉では、特定のテンソルは特定の形に関連付けられており、各々のテンソルの抽象上下添字に対応して、多くの線が上下に延びている。2つの形を結ぶ線は添字の縮約に対応する。この表記の1つの利点は、新たな添字に新たな文字を作る必要がないことである。また、明示的に基底に無依存である。

### 行列
各形は行列を表し、テンソル積は水平、行列積は垂直に行われる。

## 特別なテンソルの表現

### 計量テンソル
計量テンソルは使われるテンソルの種類によってU字型ループもしくは逆U字型ループで表される。
| {\displaystyle g^{ab}} | {\displaystyle g_{ab}} |

### レヴィ＝チヴィタテンソル
レヴィ＝チヴィタ反対称テンソルは使われるテンソルの種類により、下もしくは上を向く棒のついた太い水平の棒で表される。
| {\displaystyle \varepsilon _{ab\ldots n}} | {\displaystyle \epsilon ^{ab\ldots n}} | {\displaystyle \varepsilon _{ab\ldots n}\,\epsilon ^{ab\ldots n}} · {\displaystyle =n!} |

### 構造定数

構造定数

リー代数の構造定数({\displaystyle {\gamma _{ab}}^{c}})は1本の線が上を向き2本の線が下を向いた小さい三角形で表される。

## テンソル演算

### 指数の縮約
添字の縮約は添字線を結合することによって表される。
| {\displaystyle \delta _{b}^{a}} | {\displaystyle \beta _{a}\,\xi ^{a}} | {\displaystyle g_{ab}\,g^{bc}=\delta _{a}^{c}=g^{cb}\,g_{ba}} |

### 対称化
対称化は水平に伸びた添え字の線を横切る太いジグザグ線もしくは波線で表される。
| {\displaystyle Q^{(ab\ldots n)}} · {\displaystyle {}_{Q^{ab}=Q^{[ab]}+Q^{(ab)}}} |

### 反対称化
指数の反対称化は指数線を水平に横切る太い直線で表される。
| {\displaystyle E_{[ab\ldots n]}} · {\displaystyle {}_{E_{ab}=E_{[ab]}+E_{(ab)}}} |

## 行列式
行列式は添字に反対称化を適用することにより形成される。
| {\displaystyle \det \mathbf {T} =\det \left(T_{\ b}^{a}\right)} | {\displaystyle \mathbf {T} ^{-1}=\left(T_{\ b}^{a}\right)^{-1}} |

### 共変微分
共変微分 ({\displaystyle \nabla }) は微分されるテンソルを囲む円と微分の下の添字を表す下向きの円から出る線で表される。
| {\displaystyle 12\nabla _{a}\left(\xi ^{f}\,\lambda _{fb[c}^{(d}\,D_{gh]}^{e)b}\right)} · {\displaystyle =12\left(\xi ^{f}(\nabla _{a}\lambda _{fb[c}^{(d})\,D_{gh]}^{e)b}+(\nabla _{a}\xi ^{f})\lambda _{fb[c}^{(d}\,D_{gh]}^{e)b}+\xi ^{f}\lambda _{fb[c}^{(d}\,(\nabla _{a}D_{gh]}^{e)b})\right)} |

## テンソル操作
図表記法はテンソル代数を操作するのに役立つ。通常、テンソル操作のいくつかの単純な「恒等式」を含む。
例えば、{\displaystyle \varepsilon _{a...c}\varepsilon ^{a...c}=n!}（n は次元数）は一般的な「恒等式」である。

### リーマン曲率テンソル
リーマン曲率テンソルに関して与えられたリッチとビアンキ恒等式は、表記法の力を例証する。
|  | {\displaystyle R_{ab}=R_{acb}^{\ \ \ c}} | {\displaystyle (\nabla _{a}\,\nabla _{b}-\nabla _{b}\,\nabla _{a})\,\mathbf {\xi } ^{d}} · {\displaystyle =R_{abc}^{\ \ \ d}\,\mathbf {\xi } ^{c}} | {\displaystyle \nabla _{[a}R_{bc]d}^{\ \ \ e}=0} |

## 拡張
この表記法はスピノルとツイスターの支持で拡張された。